# Équipe de Suisse de football en 1982
Cet article présente les résultats de l'équipe de Suisse de football lors de l'année 1982. En mars, elle rencontre pour la première fois son voisin du Liechtenstein.

## Bilan
|           | Nombre de matchs | Victoires | Défaites | Matchs nuls | Buts marqués | Buts encaissés |
| Domicile  | 4                | 3         | 0        | 1           | 8            | 4              |
| Extérieur | 6                | 3         | 2        | 1           | 6            | 7              |
| Neutre    | 0                | 0         | 0        | 0           | 0            | 0              |
| Total     | 10               | 6         | 2        | 2           | 14           | 11             |

## Matchs et résultats
| Match amical                            | Liechtenstein | 0 - 1   | Suisse     | Rheinau, Balzers                              |                                               |
| 9 mars 1982 · Historique des rencontres |               | (0 - 1) | 7e Brigger | Spectateurs : 4 000 Arbitrage : Jakob Baumann | Spectateurs : 4 000 Arbitrage : Jakob Baumann |
| 9 mars 1982 · Historique des rencontres | Rapport       |         |            | Spectateurs : 4 000 Arbitrage : Jakob Baumann | Spectateurs : 4 000 Arbitrage : Jakob Baumann |

| Match amical                             | Suisse               | 2 - 1   | Portugal | Cornaredo, Lugano                                      |                                                        |
| 24 mars 1982 · Historique des rencontres | Zappa 42e · Egli 62e | (1 - 1) | 34e Nené | Spectateurs : 13 800 Arbitrage : Karl-Heinz Tritschler | Spectateurs : 13 800 Arbitrage : Karl-Heinz Tritschler |
| 24 mars 1982 · Historique des rencontres | Rapport              |         |          | Spectateurs : 13 800 Arbitrage : Karl-Heinz Tritschler | Spectateurs : 13 800 Arbitrage : Karl-Heinz Tritschler |

| Match amical                              | Espagne                     | 2 - 0   | Suisse | Luis Casanova, Valence                           |                                                  |
| 28 avril 1982 · Historique des rencontres | Tendillo 20e · Alexanko 42e | (2 - 0) |        | Spectateurs : 18 000 Arbitrage : George Courtney | Spectateurs : 18 000 Arbitrage : George Courtney |
| 28 avril 1982 · Historique des rencontres | Rapport                     |         |        | Spectateurs : 18 000 Arbitrage : George Courtney | Spectateurs : 18 000 Arbitrage : George Courtney |

| Match amical                            | Brésil         | 1 - 1   | Suisse     | Estádio do Arruda, Recife                            |                                                      |
| 19 mai 1982 · Historique des rencontres | Zico 7e (pen.) | (1 - 1) | 38e Sulser | Spectateurs : 62 000 Arbitrage : José Roberto Wright | Spectateurs : 62 000 Arbitrage : José Roberto Wright |
| 19 mai 1982 · Historique des rencontres | Rapport        |         |            | Spectateurs : 62 000 Arbitrage : José Roberto Wright | Spectateurs : 62 000 Arbitrage : José Roberto Wright |

| Match amical                                    | Suisse       | 1 - 1   | Italie      | Les Charmilles, Genève                         |                                                |
| 28 mai 1982 · 20h30 · Historique des rencontres | Barberis 50e | (0 - 0) | 79e Cabrini | Spectateurs : 27 100 Arbitrage : Adolf Mathias | Spectateurs : 27 100 Arbitrage : Adolf Mathias |
| 28 mai 1982 · 20h30 · Historique des rencontres | Rapport      |         |             | Spectateurs : 27 100 Arbitrage : Adolf Mathias | Spectateurs : 27 100 Arbitrage : Adolf Mathias |

| Match amical                                 | Suisse                                     | 3 - 2   | Bulgarie                    | Espenmoos, Saint-Gall                         |                                               |
| 7 septembre 1982 · Historique des rencontres | Sulser 41e · Iliev 59e (csc) · Elsener 70e | (1 - 0) | 48e Iontchev · 73e Zdravkov | Spectateurs : 6 100 Arbitrage : Luigi Agnolin | Spectateurs : 6 100 Arbitrage : Luigi Agnolin |
| 7 septembre 1982 · Historique des rencontres | Rapport                                    |         |                             | Spectateurs : 6 100 Arbitrage : Luigi Agnolin | Spectateurs : 6 100 Arbitrage : Luigi Agnolin |

| Éliminatoires Euro 1984                    | Belgique                                    | 3 - 0   | Suisse | Heysel, Bruxelles                              |                                                |
| 6 octobre 1982 · Historique des rencontres | Lüdi 2e (csc) · Coeck 48e · Vandenbergh 82e | (1 - 0) |        | Spectateurs : 16 808 Arbitrage : Paolo Bergamo | Spectateurs : 16 808 Arbitrage : Paolo Bergamo |
| 6 octobre 1982 · Historique des rencontres | Rapport                                     |         |        | Spectateurs : 16 808 Arbitrage : Paolo Bergamo | Spectateurs : 16 808 Arbitrage : Paolo Bergamo |

| Match amical                                        | Italie  | 0 - 1   | Suisse      | Stade olympique, Rome                                 |                                                       |
| 27 octobre 1982 · 20h30 · Historique des rencontres |         | (0 - 0) | 54e Elsener | Spectateurs : 28 666 Arbitrage : Arnaldo Cézar Coelho | Spectateurs : 28 666 Arbitrage : Arnaldo Cézar Coelho |
| 27 octobre 1982 · 20h30 · Historique des rencontres | Rapport |         |             | Spectateurs : 28 666 Arbitrage : Arnaldo Cézar Coelho | Spectateurs : 28 666 Arbitrage : Arnaldo Cézar Coelho |

| Éliminatoires Euro 1984                      | Suisse                | 2 - 0   | Écosse | Wankdorf, Berne                                   |                                                   |
| 17 novembre 1982 · Historique des rencontres | Sulser 49e · Egli 61e | (0 - 0) |        | Spectateurs : 26 500 Arbitrage : Vojtěch Christov | Spectateurs : 26 500 Arbitrage : Vojtěch Christov |
| 17 novembre 1982 · Historique des rencontres | Rapport               |         |        | Spectateurs : 26 500 Arbitrage : Vojtěch Christov | Spectateurs : 26 500 Arbitrage : Vojtěch Christov |

| Match amical                                  | Grèce            | 1 - 3   | Suisse                   | Stade olympique, Athènes                        |                                                 |
| 1er décembre 1982 · Historique des rencontres | Anastópoulos 23e | (1 - 1) | 9e Egli · 62e 79e Sulser | Spectateurs : 15 000 Arbitrage : Ahmed Yasharov | Spectateurs : 15 000 Arbitrage : Ahmed Yasharov |
| 1er décembre 1982 · Historique des rencontres | Rapport          |         |                          | Spectateurs : 15 000 Arbitrage : Ahmed Yasharov | Spectateurs : 15 000 Arbitrage : Ahmed Yasharov |